# Astrid Uhrenholdt Jacobsen
Astrid Uhrenholdt Jacobsen, norveška smučarska tekačica, * 22. januar, 1987, Trondheim, Norveška.
Uspešno športno uveljavitev je začela leta 2006 na svetovnem mladinsken prvenstvu v nordijskih disciplinah v Preski pri Medvodah kjer je osvojila dve zlati kolajni (šprint ter v teku 5 km klasično). Z uspešnim nastopanjem je nadaljevala tudi v članski konkurenci. Leta 2007 je v Saporu v finalu šprinterske preizkušnje premagala Petro Majdič ter osvojila še dve bronasti kolajni (šprint ekipno in štafeta 4x5 km). Leta 2011 je na svetovnem smučarskem prvenstvu v nordijskih disciplinah v Oslu skupaj z Maiken Caspersen Fallo osvojila bronasto kolajno v ekipnem šrintu.